# Blain, Loire-Atlantique

Blain este o comună în departamentul Loire-Atlantique, Franța. În 2009 avea o populație de 9,284 de locuitori.